# Pterolophia crassipes
Pterolophia crassipes är en skalbaggsart som först beskrevs av Christian Rudolph Wilhelm Wiedemann 1823.  Pterolophia crassipes ingår i släktet Pterolophia och familjen långhorningar.
Artens utbredningsområde är Filippinerna. Inga underarter finns listade i Catalogue of Life.

## Bildgalleri

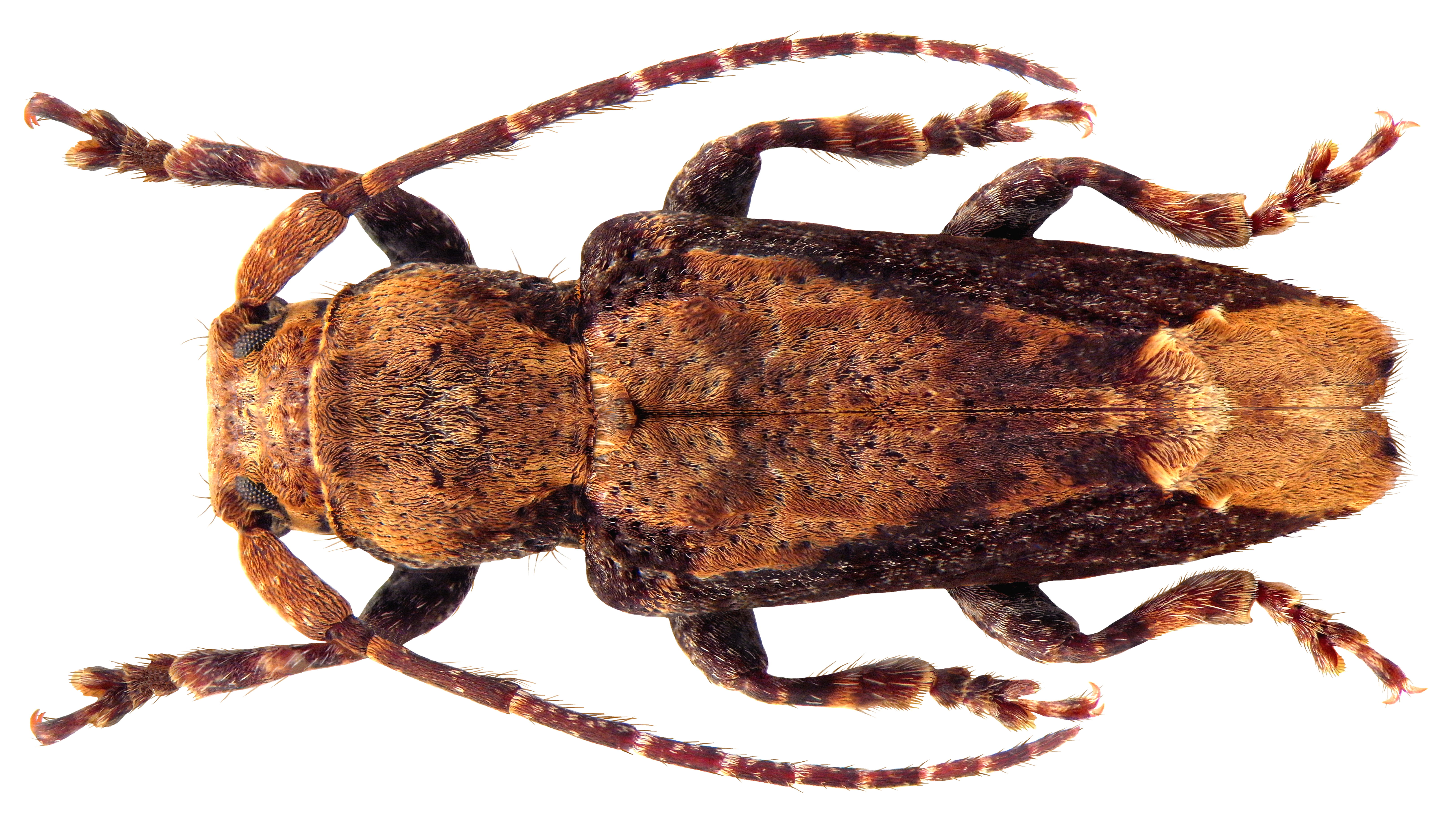